# دنیز پسانتس
دنیز پسانتس (انگلیسی: Denise Pesántes؛ زادهٔ ۱۴ ژانویهٔ ۱۹۸۸) بازیکن فوتبال اهل اکوادور است.
وی همچنین در تیم‌های ملی فوتبال Ecuador women's national football team بازی کرده‌است.